# Бушаж (Изер)
Бушаж (фр. Bouchage) насеље је и општина у источној Француској у региону Рона-Алпи, у департману Изер која припада префектури Ла Тур ди Пен.
По подацима из 2011. године у општини је живело 587 становника, а густина насељености је износила 52,41 становника/km². Општина се простире на површини од 11,2 km². Налази се на средњој надморској висини од 209 метара (максималној 210 m, а минималној 207 m).

## Демографија
| 1962. | 1968. | 1975. | 1982. | 1990. | 1999. | 2011. |
| ----- | ----- | ----- | ----- | ----- | ----- | ----- |
| 352   | 384   | 334   | 397   | 424   | 462   | 587   |

График промене броја становника у току последњих година